# 曾凡银
曾凡银（1964年12月—），男，汉族，安徽固镇人，1988年2月加入中国共产党，中华人民共和国政治人物。

## 生平
1988年毕业于安徽师范大学物理系物理教育专业。1988年至1990年，在六安地区霍邱二中任职。1990年至1993年，在西安交通大学社会科学系科学技术哲学专业攻读研究生。1993年至2011年，在安徽省委党校工作，历任省委党校经济学教研部讲师、副教授、教授，省委党校副教育长，省委党校副校长（其间于1998年至2002年在西安交通大学管理学院管理科学与工程专业在职博士，获管理学博士学位）。2011年7月，任淮北市委常委、市委宣传部部长。2013年10月，任淮北市委秘书长。2015年1月，任淮北市政协主席。2017年11月，任安徽省社科院党组书记、院长。
2018年3月，任安徽省政协经济委员会副主任。2023年1月，任安徽省政协文化文史和学习委员会副主任。